# Directorio de Inteligencia Militar (Reino Unido)
El Directorio de Inteligencia Militar (en inglés, Directorate of Military Intelligence, DMI) fue un departamento de la Oficina de Guerra Británica hasta que fue integrado en el Ministerio de Defensa del Reino Unido en 1964.
En su tiempo de existencia, el Directorio tuvo una serie de cambios organizativos, mezclando y dividiendo secciones. La primera reseña de una organización que posteriormente fuese el DMI es el Departamento de Topografía y Estadística, formado por el Mayor Thomas Best Jervis, miembro egresado de los Bombay Engineer Corps, en 1854, al comienzo de la Guerra de Crimea.
Las dos secciones más conocidas, MI5 y MI6, mantienen sus nombres de aquella época aunque ahora se refieren al Servicio de Seguridad (Security Service) y el Servicio Secreto de Inteligencia (Secret Intelligence Service), aunque estos nombres dejaron de usarse a finales de la década de 1920.

## Secciones
Durante la Primera Guerra Mundial, el servicio secreto británico estaba dividido en diversas secciones llamadas Military Intelligence, department number x (Inteligencia militar, departamento número X), abreviado a MIx.
Los números de Rama, Departamento, Sección y Subsección han variado a lo largo de la existencia de los departamentos, aunque algunos han sido:
- MI1 Códigos y Cifrado. Posteriormente fusionando con otras agencias de descifrado y convertido en el Government Code and Cypher School (conocido actualmente como Government Communications Headquarters).
- MI2 Información en Oriente Medio, Escandinavia, USA, URSS y América central y sur.
- MI3 información en Europa y en la zona Báltica (a partir del verano de 1941 también URSS, Este de Europa y Escandinavia).
- MI4 Sección geográfica - mapas (Transferida a Operaciones Militares en abril de 1940).
- MI5 Servicio de Seguridad (SS, Security Service).
- MI6 Servicio Secreto de Inteligencia (SIS, Secret Intelligence Service).
- MI7 Prensa y propaganda (transferido al Ministerio de Información en mayo de 1940).
- MI8 Interceptación de Señales (SIGINT) y Seguridad de las Comunicaciones (COMSEC).
- MI9 Prisioneros de Guerra, escape y evasión (además de Interrogación de prisioneros de guerra enemigos hasta diciembre de 1941).
- MI10 Inteligencia Técnica mundial.
- MI11 Seguridad Militar.
- MI12 Organizaciones de censura, integrado en el Ministerio de Información.
- MI13 No usado (excepto en la ficción).
- MI14 Fotografía aérea de Alemania y territorios ocupados (IMINT), hasta la primavera de 1943.
- MI15 Fotografía aérea. Reconvertido en la primavera de 1943 en Inteligencia de Defensa Aérea.
- MI16 Inteligencia Científica (formado en 1945).
- MI17 Secretaría para el director de Inteligencia Militar (desde abril de 1943).
- MI18 No usado.
- MI19 Interrogación de Prisioneros de Guerra enemigos (integrado en el MI9 hasta diciembre de 1941).
- MI (JIS) Planificación del Eje.
- MI L(R) Enlace Ruso.